# Johann Prandota

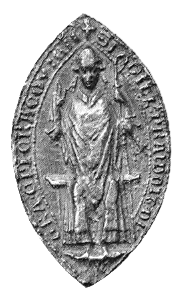
Siegel

Johann Prandota (auch Jan Prandota) (* um 1200 in Białaczów; † 20. September 1266 in Krakau) war ab 1242 Bischof von Krakau und Kanoniker der Kollegiatstifts in Sandomir. Seine Familie gehörte zur Wappengemeinschaft Odrowąż.

## Leben
Prandota war mit dem Krakauer Bischof Iwo Odrowąż verwandt. Er erhielt seine Ausbildung in der Kathedralschule in Krakau und studierte danach Rechtswissenschaften in Italien. Politisch war er ein Parteigänger von Seniorfürst Bolesław dem Schamhaften, was ihn in Konflikt mit Konrad von Masowien brauchte. 1242 wurde er Bischof von Krakau. 1246 holte er die Hospitaliter vom Heiligen Geist nach Krakau, denen er die Heilig-Kreuz-Kirche mit dem angrenzenden Spital überließ. Er beförderte die Heiligsprechung des Krakauer Bischofs Stanislaus von Krakau, die 1253 erfolgte. 1256 erlangte er von Papst Alexander IV. eine Bulle, die die Stellung der Krakauer Bischöfe gleich hinter den Bischöfen von Gnesen im polnischen Episkopat sicherte. Er förderte die Ansiedlung von der Franziskanern, Dominikanern und Zisterziensern in seiner Diözese. 1257 siedelte er Augustiner-Chorherren vom Lateran an der Krakauer Markuskirche. Weiterhin gründete er Städte nach deutschem Recht auf Kirchenbesitz, u. a. Kielce, Iłża und Sławków. Er wurde in der Wawel-Kathedrale beigesetzt. Ihm wurde noch im 13. Jahrhundert das Gedicht Hic iacet ecclesie decus, hic pastor bonus, hic flos gewidmet. Nachdem ein Heiligenkult um ihn entstand, wurde sein Grab 1454 geöffnet.